# 久我常通
久我 常通（こが つねみち、1873年〈明治6年〉2月7日 - 1950年〈昭和25年〉11月17日）は、日本の実業家、華族。貴族院侯爵議員。

## 経歴
華族・久我通久の息子として生まれる。父の隠居に伴い、1921年（大正10年）10月20日、侯爵を襲爵して貴族院侯爵議員に就任。火曜会に所属し1936年（昭和11年）11月5日に隠居するまで在任した。
学習院を修了。1899年（明治32年）以降、両国銀行重役、護国生命保険会社重役、東日本炭鉱 (株) 社長などを務めた。東日本炭鉱は乱脈経営を行っていた会社で、常道はその侯爵としての信用を利用されて社長に就任した。また、1932年（昭和7年）には自邸内に事務所を置かせた欠食児童同情協会の詐欺事件が起こっている。

## 栄典
- 1924年（大正13年）2月15日 - 従四位[8]
- 1929年（昭和4年）3月1日 - 正四位[9]
- 1935年（昭和10年）3月15日 - 従三位[10]

## 親族
- 母 中村萬子（中村長七長女）[2]
- 長女 五十嵐三千子（五十嵐佐市の妻）[1]
- 長男 久我通顕（侯爵）[1]
- 二男 津守通秀（男爵津守國榮養子）[1]